# 豊田年郎
豊田 年郎（とよだ としろう、1929年2月11日 - 2012年9月26日）はラジオ福島代表取締役社長。福島県喜多方市出身。趣味、特技はゴルフ、書画骨董収集。

## 経歴
1952年に早稲田大学教育学部を卒業と同時に電通に入社。1976年に同社東京本社の第5局長、1983年に常務取締役、1989年に専務取締役、1993年に代表取締役副社長、1995年に常勤顧問に退きラジオ福島の代表取締役顧問、1997年に同社代表取締役社長。
2012年9月26日に脳幹梗塞で死去（享年83歳）。

## 代表作

### 映画
| 公開年 | 公開年  | 作品名           | 制作（配給）                                                                             | 役職                         |
| ------ | ------- | ---------------- | ---------------------------------------------------------------------------------------- | ---------------------------- |
| 1986年 | 9月17日 | ブラックボード   | 地域文化推進の会 電通 （近代映画協会）                                                   | エグゼクティブプロデューサー |
| 1987年 | 7月11日 | 二十四の瞳       | 松竹 東北新社 電通 TBS                                                                   | エグゼクティブプロデューサー |
| 1988年 | 6月25日 | 敦煌             | 大映 電通 IMAGICA 徳間書店 東光徳間 大映映像 ニューセンチュリープロデューサーズ （東宝） | エグゼクティブプロデューサー |
| 1992年 | 6月25日 | おろしや国酔夢譚 | 大映 電通 徳間書店 大映映像 TOKYO FM JFN （東宝）                                        | 企画                         |
| 1993年 | 4月17日 | まあだだよ       | 大映 電通 黒澤プロダクション 徳間書店 （東宝）                                           |                              |

### 博覧会
| 期間          | 期間          | 博覧会・テーマパーク名       | 主催                           | 役職           |
| ------------- | ------------- | ---------------------------- | ------------------------------ | -------------- |
| 1970年3月14日 | 1970年9月13日 | 日本万国博覧会               | 財団法人日本万国博覧会協会     | プロデューサー |
| 1975年7月20日 | 1976年1月18日 | 沖縄国際海洋博覧会           | 財団法人沖縄国際海洋博覧会協会 | プロデューサー |
| 1985年3月17日 | 1985年9月16日 | 国際科学技術博覧会・つくば85 | 財団法人日本万国博覧会協会     | プロデューサー |
| 1990年4月1日  | 1990年9月30日 | 国際花と緑の博覧会           | 財団法人国際花と緑の博覧会協会 | 企画           |